# Чарльз Маєр
Чарльз Маєр (англ. Charles Mayer) — американський боксер, олімпійський чемпіон та срібний призер Олімпійських ігор 1904 року. 

## Аматорська кар'єра
Олімпійські ігри 1904

Середня вага
- Фінал. Переміг Бенджаміна Спредлі (США)

Важка вага
- 1/2 фіналу.  Пройшов автоматично
- Фінал. Програв Сему Бергеру (США)